# Lorenzo Ambrosin
Lorenzo Ambrosin (Motta di Livenza, 7 ottobre 1997) è un cestista italiano.
Guardia di 195 cm, ha esordito in Serie A con la Reyer Venezia Mestre.
È stato campione d'Italia di pallacanestro 3x3 nel 2017.

## Palmares
- Campionato italiano dilettanti: 2
- Derthona Basket 2020-2021

Amici Pall. Udinese: 2024-25